# 滋賀県運転免許センター
滋賀県運転免許センター（しがけんうんてんめんきょセンター）は、滋賀県警察が管理する運転免許試験場であり、運転免許に関する全ての業務を行なっている。通称は「免許センター、または多くの県民からは守山市にあることから「守山」と呼ばれる。県内にはこの他に米原分室もあり、こちらでも一部手続きが行える。

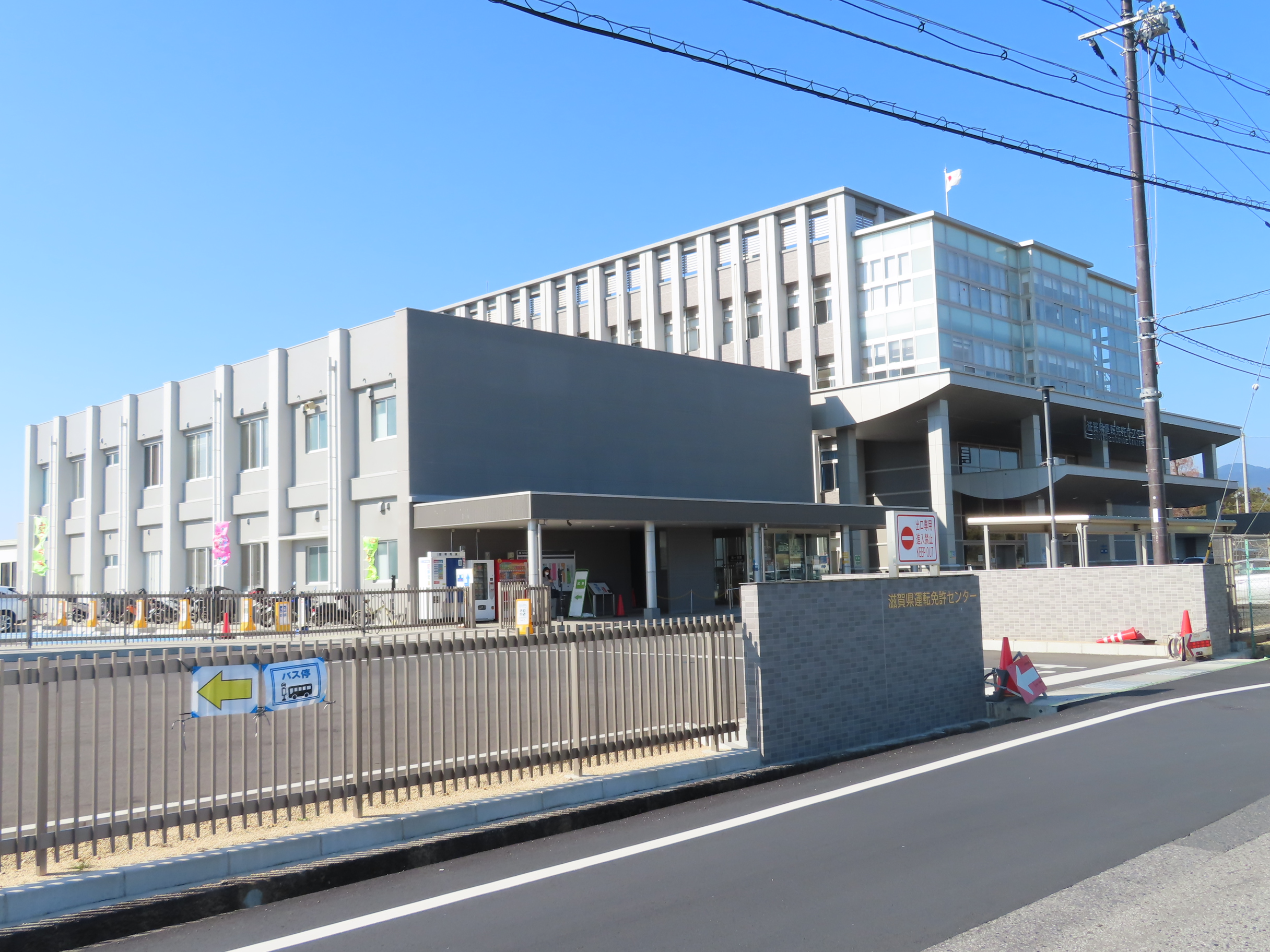
滋賀県運転免許センター　外観

## 所在地
- 滋賀県守山市木浜町2294番地（北緯35度06分02秒 東経135度56分49秒 / 北緯35.10064度 東経135.94686度座標: 北緯35度06分02秒 東経135度56分49秒 / 北緯35.10064度 東経135.94686度）

## アクセス

### 公共交通機関
- JR東海道本線（琵琶湖線）守山駅から近江鉄道バスで約30分、免許センター停留所下車。
- JR湖西線堅田駅から江若交通で約20分、免許センター停留所下車。

### 自動車
- 滋賀県道559号近江八幡大津線（湖岸道路）の琵琶湖大橋東側交差点より瀬田唐橋方面へ約5分、琵琶湖大橋ゴルフコースの奥隣り。

## 施設
免許更新手続き、国外免許証発行、各種学科試験、全車種対応の技能検定コースがある。路上試験も行う。土曜日、祝日、休日、年末年始(12月29日から1月3日)は休み。但し免許更新手続きは日曜日も行っている。
- 無料駐車場（最寄り駅からバスで30分と場所柄車での来場者が多く、日曜日・長期休暇中の午前の部は大変混雑しており、検定コース上が臨時駐車場になる事があるが、それでも満車になることがある）
- 建物は大きく分けて3つあり本館の「免許の交付・申請・各試験の手続き」別館の「運転免許の更新手続き」新館の「違反者等の講習関連」で分かれている。
- 毎週土曜日は、普通車に限り技能検定コースを車で練習走行する事が可能。（予約制、普通免許歴取得後3年以上の者が同乗、最大2時間まで、持ち込み車両の大きさ制限あり、任意保険加入済等、一定の条件あり）

2017年から2020年の4年間で、耐震や駐車場不足などの問題解決のため、別館と新館以外の建物を集約した庁舎を現在の安全運転学校の場所で新築し、運転免許業務の試験業務を別館と新館で更新業務を新築した庁舎で行う予定である。跡地は、駐車場不足問題を解決するための拡張工事に当てられる予定である。
また上記の期間で、技能試験コースの改修工事も行う予定である。それに先立ち、2016年から1年間かけて、地質調査や庁舎の設計を予定していた。
その後、総工費20億9千万円をかけ鉄筋コンクリート造4階建の新庁舎が完成し、2020年（令和2年）から使用が開始されている。新庁舎になってからは授乳室やアクリル板で防音して子連れで受講できる「ファミリースペース」が設けられた。

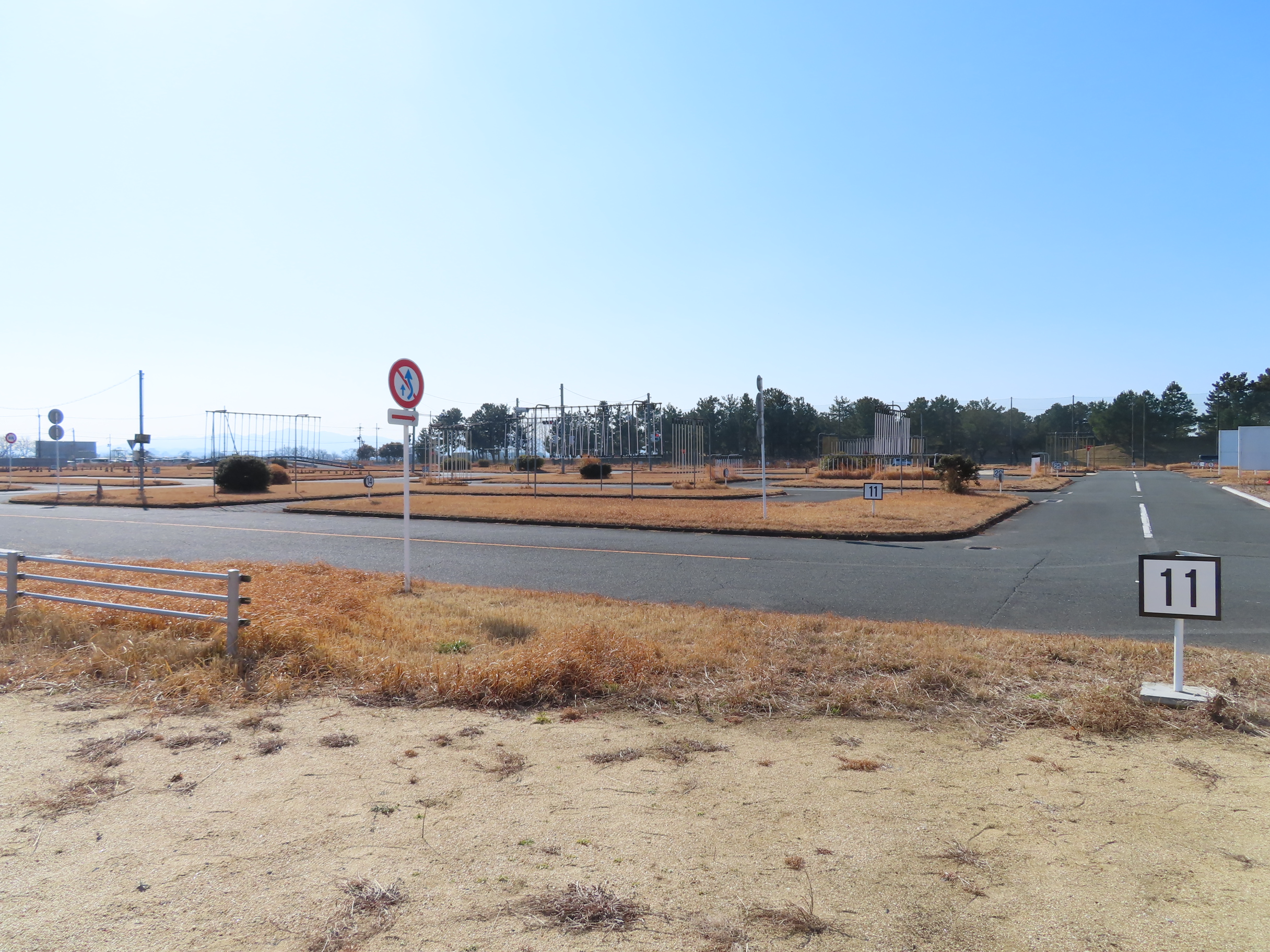
技能検定コース
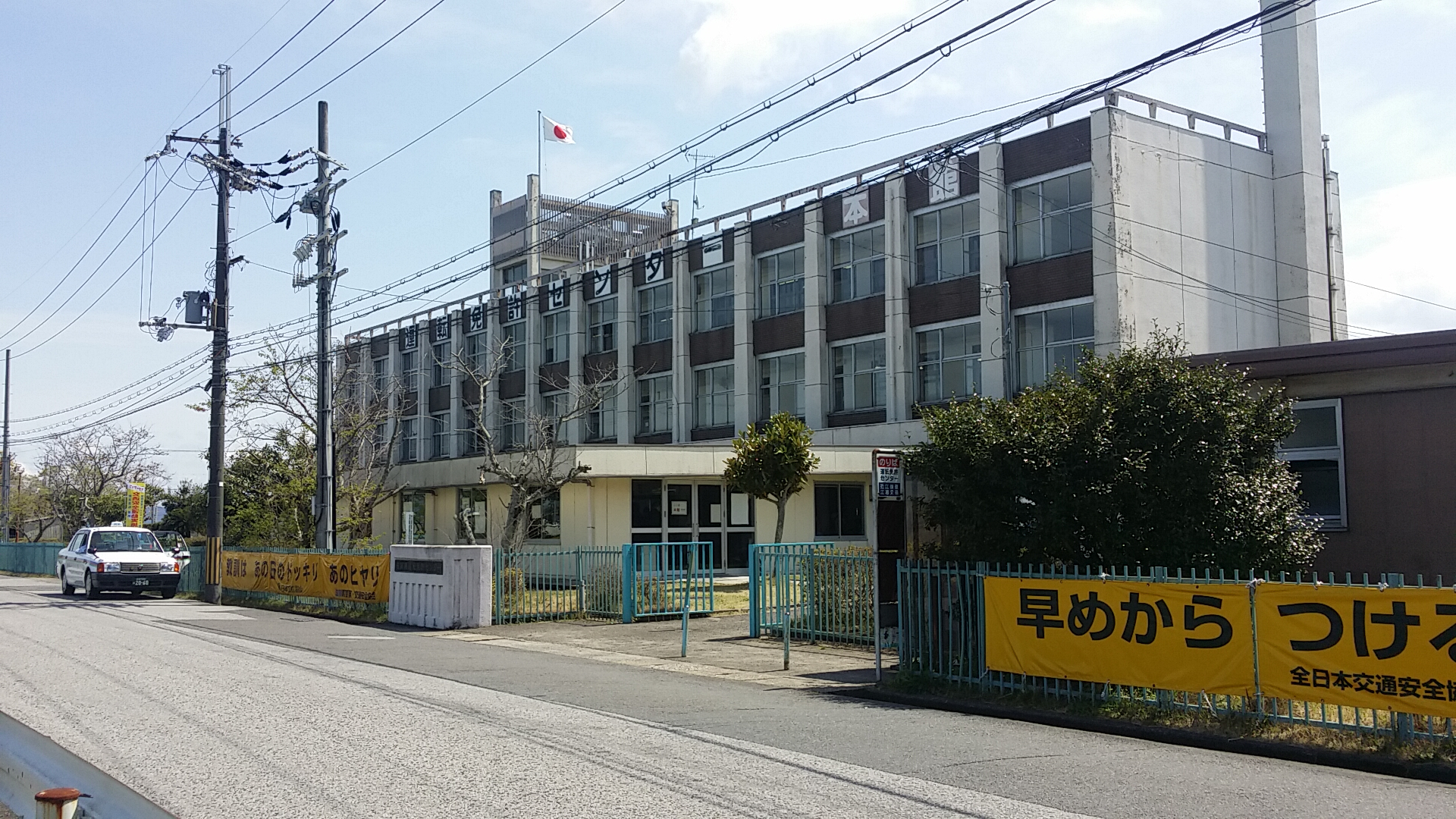
2020年以前の運転免許センター外観
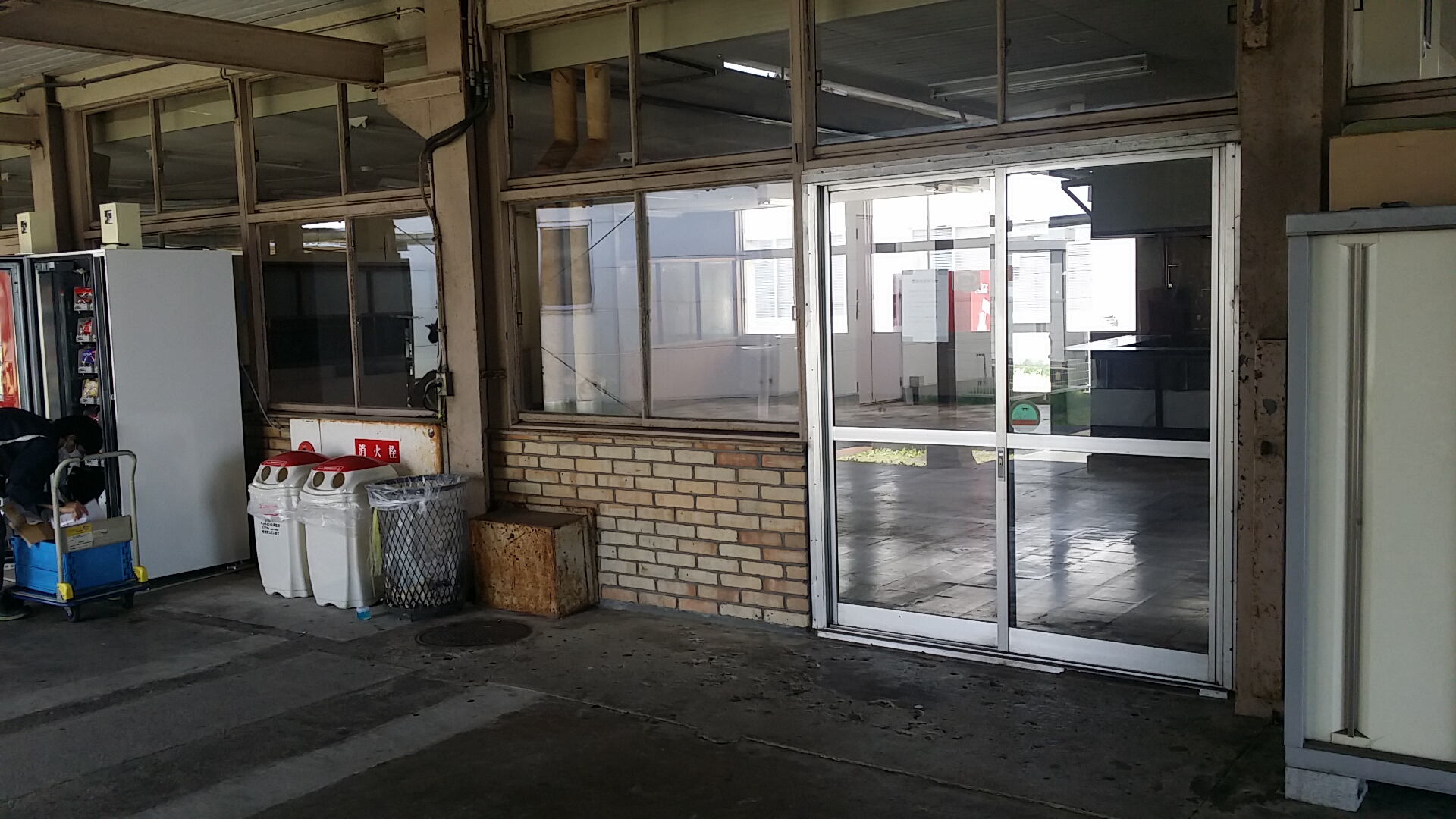
食堂「ライセンス」跡。2016年3月25日にて閉店[3]。

## 県内指定自動車教習所卒業者
繁忙期は学科試験の定員超過を防ぐため、県内の指定自動車教習所を卒業した者は、教習所別に火曜日と木曜日の受験制限がある（適性試験は随時受験可能）。卒業検定の合格者に教習指導員などからその曜日が発表されることが多い。

## 免許センター 周辺施設
- 琵琶湖大橋ゴルフコース
- 滋賀運輸支局
- 佐川美術館
- スーパー STAR守山水保店

## 運転免許サブセンター 米原分室

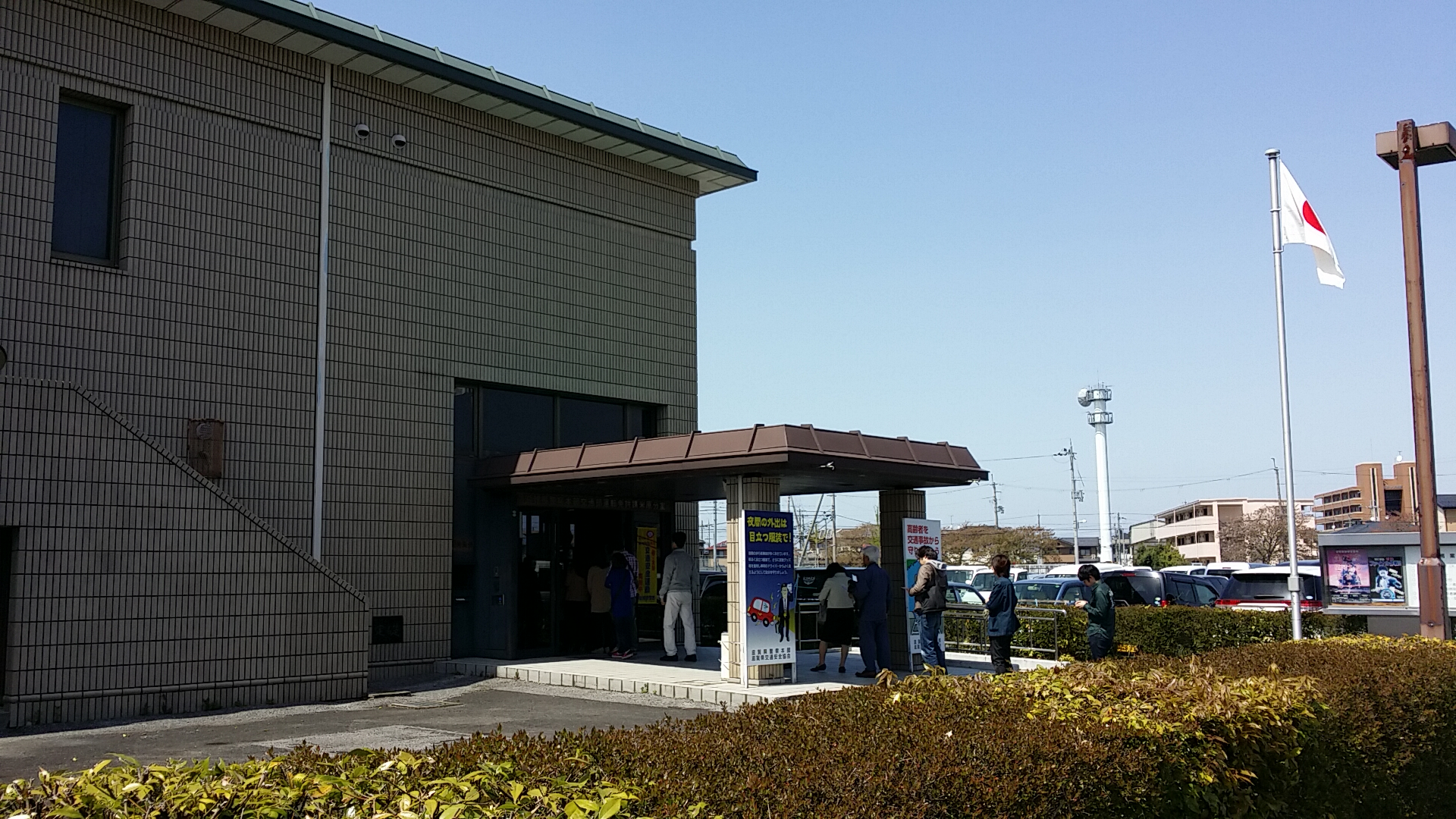
運転免許サブセンター 米原分室

米原分室では、運転免許証の更新・作成・交付・再発行、更新時講習、国外免許証の交付、運転免許学科試験を行っている。運転免許学科試験は火曜と金曜の午前のみで、指定自動車教習所卒業者のみ受験可能。いわゆる「一発試験」の学科試験は守山で受けることになる。土日祝、火金の午前は各種免許証の更新手続きは行われていない（日曜日は守山運転免許センターで行える）。検定コースが場内にないため、路上検定も含め技能試験は行われていない。その他サブセンターでは行われていない業務があるので注意が必要。原動機付自転車免許は、学科試験は行っているが合格後の原付講習は守山にて受講することになる。小型特殊免許は学科試験、講習共に守山でのみ行っている。

### 所在地・施設
- 所在地：滋賀県米原市入江301番地（北緯35度18分49秒 東経136度16分53秒 / 北緯35.313518度 東経136.281517度）
- JR（新幹線・東海道本線・北陸本線）・近江鉄道「米原駅」下車、駅西口から徒歩8分。
- 無料駐車場（約250台駐車可能）

## 米原分室 周辺施設
- 滋賀県立文化産業交流会館
- 米原市立米原幼稚園
- 米原市立米原小学校
- 米原市立米原中学校
- 平和堂米原店